# Piper incomptum
Piper incomptum är en pepparväxtart som beskrevs av William Trelease. Piper incomptum ingår i släktet Piper och familjen pepparväxter. Inga underarter finns listade i Catalogue of Life.